# Río Yutandua
Río Yutandua är en ort i Mexiko.   Den ligger i kommunen San Pedro Jicayán och delstaten Oaxaca, i den sydöstra delen av landet, 400 km söder om huvudstaden Mexico City. Río Yutandua ligger 252 meter över havet och antalet invånare är 103.
Terrängen runt Río Yutandua är kuperad åt nordost, men åt sydväst är den platt. Runt Río Yutandua är det ganska tätbefolkat, med 83 invånare per kvadratkilometer. Närmaste större samhälle är Santiago Pinotepa Nacional, 11,1 km söder om Río Yutandua. Omgivningarna runt Río Yutandua är en mosaik av jordbruksmark och naturlig växtlighet.